# WTA-toernooi van Doha
Het WTA-toernooi van Doha is een jaarlijks terugkerend tennistoernooi voor vrouwen dat wordt georganiseerd in de Qatarese hoofdstad Doha. De officiële naam van het toernooi is Qatar Total Open. Het toernooi viel in de periode 2014–2020 om het andere jaar in de categorie Premier Five (even jaren) en in de categorie Premier (oneven jaren). Het wordt gespeeld op hardcourtbanen in de open lucht.

## Historie
De eerste editie van dit vrouwentoernooi vond plaats in 2001 en viel onder de categorie "Tier III". In 2004 promoveerde het naar de categorie "Tier II" en in 2008 behoorde het toernooi tot de belangrijkste categorie na de grandslamtoernooien, namelijk de categorie "Tier I".
In 2009 en 2010 verdween het toernooi van de kalender, maar als compensatie werden (net als in 2008) de WTA Tour Championships op deze locatie georganiseerd.
Toen de WTA Tour Championships in 2011 verhuisden naar Istanbul, kwam het toernooi van Doha opnieuw op de WTA-kalender, en wel in de categorie "Premier". In 2012 promoveerde het naar de categorie "Premier Five" waarin het gedurende drie jaren functioneerde. In 2015 was het toernooi terug op categorie "Premier". Sindsdien wisselde het jaarlijks met de categorie "Premier Five", in samenhang met het WTA-toernooi van Dubai dat nu juist in de oneven jaren de categorie "Premier Five" kreeg toebedeeld.
Met ingang van 2021 wordt de categorie "Premier" aangeduid met "WTA 500" – de categorie "Premier Five" is vervangen door "WTA 1000".
In 2024 werden beide toernooien (Doha en Dubai) in de categorie WTA 1000 geplaatst.

## Officiële namen
- 2001–2003: Qatar TotalFinaElf Open
- 2004–2008: Qatar Total Open
- 2009–2010: niet georganiseerd
- 2011: Qatar Ladies Open
- 2012–2021: Qatar Total Open
- 2022–heden: Qatar TotalEnergies Open

## Meervoudig winnaressen enkelspel
| speelster          | aantal titels | in de jaren |
| ------------------ | ------------- | ----------- |
| Iga Świątek        | 3             | 2022–2024   |
| Anastasija Myskina | 2             | 2003, 2004  |
| Maria Sjarapova    | 2             | 2005, 2008  |
| Viktoryja Azarenka | 2             | 2012, 2013  |
| Petra Kvitová      | 2             | 2018, 2021  |

## Finales

### Enkelspel
| Datum      | Naam                     | Cat.               | ($)                | Ondergrond         | Winnares             | Verliezend finaliste | Uitslag            |                    |
| ---------- | ------------------------ | ------------------ | ------------------ | ------------------ | -------------------- | -------------------- | ------------------ | ------------------ |
| 2001-02-12 | Qatar TotalFinaElf Open  | Tier III           | 170.000            | hardcourt, buiten  | Martina Hingis       | Sandrine Testud      | 6-3, 6-2           | details            |
| 2002-02-11 | Qatar TotalFinaElf Open  | Tier III           | 170.000            | hardcourt, buiten  | Monica Seles         | Tamarine Tanasugarn  | 7-6, 6-3           | details            |
| 2003-02-10 | Qatar TotalFinaElf Open  | Tier III           | 170.000            | hardcourt, buiten  | Anastasija Myskina   | Jelena Lichovtseva   | 6-3, 6-1           | details            |
| 2004-03-01 | Qatar Total Open         | Tier II            | 600.000            | hardcourt, buiten  | Anastasija Myskina   | Svetlana Koeznetsova | 4-6, 6-4, 6-4      | details            |
| 2005-02-21 | Qatar Total Open         | Tier II            | 600.000            | hardcourt, buiten  | Maria Sjarapova      | Alicia Molik         | 4-6, 6-1, 6-4      | details            |
| 2006-02-27 | Qatar Total Open         | Tier II            | 600.000            | hardcourt, buiten  | Nadja Petrova        | Amélie Mauresmo      | 6-3, 7-5           | details            |
| 2007-02-26 | Qatar Total Open         | Tier II            | 1.340.000          | hardcourt, buiten  | Justine Henin        | Svetlana Koeznetsova | 6-4, 6-2           | details            |
| 2008-02-18 | Qatar Total Open         | Tier I             | 2.500.000          | hardcourt, buiten  | Maria Sjarapova      | Vera Zvonarjova      | 6-1, 2-6, 6-0      | details            |
| 2009, 2010 | niet georganiseerd       | niet georganiseerd | niet georganiseerd | niet georganiseerd | niet georganiseerd   | niet georganiseerd   | niet georganiseerd | niet georganiseerd |
| 2011-02-21 | Qatar Ladies Open        | Premier            | 721.000            | hardcourt, buiten  | Vera Zvonarjova      | Caroline Wozniacki   | 6-4, 6-4           | details            |
| 2012-02-13 | Qatar Total Open         | Premier Five       | 2.168.400          | hardcourt, buiten  | Viktoryja Azarenka   | Samantha Stosur      | 6-1, 6-2           | details            |
| 2013-02-11 | Qatar Total Open         | Premier Five       | 2.369.000          | hardcourt, buiten  | Viktoryja Azarenka   | Serena Williams      | 7-6, 2-6, 6-3      | details            |
| 2014-02-10 | Qatar Total Open         | Premier Five       | 2.440.070          | hardcourt, buiten  | Simona Halep         | Angelique Kerber     | 6-2, 6-3           | details            |
| 2015-02-23 | Qatar Total Open         | Premier            | 731.000            | hardcourt, buiten  | Lucie Šafářová       | Viktoryja Azarenka   | 6-4, 6-3           | details            |
| 2016-02-21 | Qatar Total Open         | Premier Five       | 2.818.000          | hardcourt, buiten  | Carla Suárez Navarro | Jeļena Ostapenko     | 1-6, 6-4, 6-4      | details            |
| 2017-02-13 | Qatar Total Open         | Premier            | 776.000            | hardcourt, buiten  | Karolína Plíšková    | Caroline Wozniacki   | 6-3, 6-4           | details            |
| 2018-02-12 | Qatar Total Open         | Premier Five       | 3.173.000          | hardcourt, buiten  | Petra Kvitová        | Garbiñe Muguruza     | 3-6, 6-3, 6-4      | details            |
| 2019-02-11 | Qatar Total Open         | Premier            | 916.131            | hardcourt, buiten  | Elise Mertens        | Simona Halep         | 3-6, 6-4, 6-3      | details            |
| 2020-02-23 | Qatar Total Open         | Premier Five       | 3.240.445          | hardcourt, buiten  | Aryna Sabalenka      | Petra Kvitová        | 6-3, 6-3           | details            |
| 2021-03-01 | Qatar Total Open         | WTA 500            | 565.530            | hardcourt, buiten  | Petra Kvitová        | Garbiñe Muguruza     | 6-2, 6-1           | details            |
| 2022-02-20 | Qatar TotalEnergies Open | WTA 1000           | 2.331.698          | hardcourt, buiten  | Iga Świątek          | Anett Kontaveit      | 6-2, 6-0           | details            |
| 2023-02-13 | Qatar TotalEnergies Open | WTA 500            | 780.637            | hardcourt, buiten  | Iga Świątek          | Jessica Pegula       | 6-3, 6-0           | details            |
| 2024-02-11 | Qatar TotalEnergies Open | WTA 1000           | 3.211.715          | hardcourt, buiten  | Iga Świątek          | Jelena Rybakina      | 7-6, 6-2           | details            |
| 2025-02-09 | Qatar TotalEnergies Open | WTA 1000           | 3.654.963          | hardcourt, buiten  | Amanda Anisimova     | Jeļena Ostapenko     | 6-4, 6-3           | details            |

### Dubbelspel
| Datum      | Naam                     | Cat.               | ($)                | Ondergrond         | Winnaressen                              | Verliezend finalistes                | Uitslag            |                    |
| ---------- | ------------------------ | ------------------ | ------------------ | ------------------ | ---------------------------------------- | ------------------------------------ | ------------------ | ------------------ |
| 2001-02-12 | Qatar TotalFinaElf Open  | Tier III           | 170.000            | hardcourt, buiten  | Sandrine Testud Roberta Vinci            | Kristie Boogert Miriam Oremans       | 7-5, 7-6           | details            |
| 2002-02-11 | Qatar TotalFinaElf Open  | Tier III           | 170.000            | hardcourt, buiten  | Janette Husárová Arantxa Sánchez Vicario | Alexandra Fusai Caroline Vis         | 6-3, 6-3           | details            |
| 2003-02-10 | Qatar TotalFinaElf Open  | Tier III           | 170.000            | hardcourt, buiten  | Janet Lee Wynne Prakusya                 | María Vento-Kabchi Angelique Widjaja | 6-1, 6-3           | details            |
| 2004-03-01 | Qatar Total Open         | Tier II            | 600.000            | hardcourt, buiten  | Svetlana Koeznetsova Jelena Lichovtseva  | Janette Husárová Conchita Martínez   | 7-6, 6-2           | details            |
| 2005-02-21 | Qatar Total Open         | Tier II            | 600.000            | hardcourt, buiten  | Francesca Schiavone Alicia Molik         | Cara Black Liezel Huber              | 6-3, 6-4           | details            |
| 2006-02-27 | Qatar Total Open         | Tier II            | 600.000            | hardcourt, buiten  | Daniela Hantuchová Ai Sugiyama           | Li Ting Sun Tiantian                 | 6-4, 6-4           | details            |
| 2007-02-26 | Qatar Total Open         | Tier II            | 1.340.000          | hardcourt, buiten  | Martina Hingis Maria Kirilenko           | Ágnes Szávay Vladimíra Uhlířová      | 6-1, 6-1           | details            |
| 2008-02-18 | Qatar Total Open         | Tier I             | 2.500.000          | hardcourt, buiten  | Květa Peschke Rennae Stubbs              | Cara Black Liezel Huber              | 6-1, 5-7, [10-7]   | details            |
| 2009, 2010 | niet georganiseerd       | niet georganiseerd | niet georganiseerd | niet georganiseerd | niet georganiseerd                       | niet georganiseerd                   | niet georganiseerd | niet georganiseerd |
| 2011-02-21 | Qatar Ladies Open        | Premier            | 721.000            | hardcourt, buiten  | Květa Peschke Katarina Srebotnik         | Liezel Huber Nadja Petrova           | 7-5, 6-7, [10-8]   | details            |
| 2012-02-13 | Qatar Total Open         | Premier Five       | 2.168.400          | hardcourt, buiten  | Liezel Huber Lisa Raymond                | Raquel Kops-Jones Abigail Spears     | 6-3, 6-1           | details            |
| 2013-02-11 | Qatar Total Open         | Premier Five       | 2.369.000          | hardcourt, buiten  | Sara Errani Roberta Vinci                | Nadja Petrova Katarina Srebotnik     | 2-6, 6-3, [10-6]   | details            |
| 2014-02-10 | Qatar Total Open         | Premier Five       | 2.440.070          | hardcourt, buiten  | Hsieh Su-wei Peng Shuai                  | Květa Peschke Katarina Srebotnik     | 6-4, 6-0           | details            |
| 2015-02-23 | Qatar Total Open         | Premier            | 731.000            | hardcourt, buiten  | Raquel Kops-Jones Abigail Spears         | Hsieh Su-wei Sania Mirza             | 6-4, 6-4           | details            |
| 2016-02-21 | Qatar Total Open         | Premier Five       | 2.818.000          | hardcourt, buiten  | Chan Hao-ching Chan Yung-jan             | Sara Errani Carla Suárez Navarro     | 6-3, 6-3           | details            |
| 2017-02-13 | Qatar Total Open         | Premier            | 776.000            | hardcourt, buiten  | Abigail Spears Katarina Srebotnik        | Olha Savtsjoek Jaroslava Sjvedova    | 6-3, 7-6           | details            |
| 2018-02-12 | Qatar Total Open         | Premier Five       | 3.173.000          | hardcourt, buiten  | Gabriela Dabrowski Jeļena Ostapenko      | Andreja Klepač MJ Martínez Sánchez   | 6-3, 6-3           | details            |
| 2019-02-11 | Qatar Total Open         | Premier            | 916.131            | hardcourt, buiten  | Chan Hao-ching Latisha Chan              | Anna-Lena Grönefeld Demi Schuurs     | 1-6, 6-3, [10-6]   | details            |
| 2020-02-23 | Qatar Total Open         | Premier Five       | 3.240.445          | hardcourt, buiten  | Hsieh Su-wei Barbora Strýcová            | Gabriela Dabrowski Jeļena Ostapenko  | 6-2, 5-7, [10-2]   | details            |
| 2021-03-01 | Qatar Total Open         | WTA 500            | 565.530            | hardcourt, buiten  | Nicole Melichar Demi Schuurs             | Monica Niculescu Jeļena Ostapenko    | 6-2, 2-6, [10-8]   | details            |
| 2022-02-20 | Qatar TotalEnergies Open | WTA 1000           | 2.331.698          | hardcourt, buiten  | Cori Gauff Jessica Pegula                | Veronika Koedermetova Elise Mertens  | 3-6, 7-5, [10-5]   | details            |
| 2023-02-13 | Qatar TotalEnergies Open | WTA 500            | 780.637            | hardcourt, buiten  | Cori Gauff Jessica Pegula                | Ljoedmyla Kitsjenok Jeļena Ostapenko | 6-4, 2-6, [10-7]   | details            |
| 2024-02-11 | Qatar TotalEnergies Open | WTA 1000           | 3.211.715          | hardcourt, buiten  | Demi Schuurs Luisa Stefani               | Caroline Dolehide Desirae Krawczyk   | 6-4, 6-2           | details            |
| 2025-02-09 | Qatar TotalEnergies Open | WTA 1000           | 3.654.963          | hardcourt, buiten  | Sara Errani Jasmine Paolini              | Jiang Xinyu Wu Fang-hsien            | 7-5, 7-6           | details            |